# Carlo Zardo
Carlo Zardo (Mussolente, 24 settembre 1937 – Milano, 11 maggio 2017) è stato un basso italiano.

## Biografia
Nasce a Casoni di Mussolente, in provincia di Vicenza, quasi ai piedi del Monte Grappa. A Torino, alla scuola del Teatro Regio, inizia lo studio della musica e del canto, con insegnanti come Biselli e Provera; partecipa alle stagioni lirico-sinfoniche della RAI. A Milano entra per concorso nei complessi artistici del Teatro alla Scala e su quel palcoscenico fa preziosa esperienza con grandi maestri dell'arte del canto nella sua globalità. Si perfeziona con il Maestro Ettore Campogalliani.
Dopo aver debuttato al Teatro Nuovo di Milano con I puritani nel ruolo di sir Giorgio, raggiunge presto la notorietà mondiale interpretando quattordici opere alla Scala, tra cui Norma nel 1977 (ripresa in diretta televisiva in mondovisione), Attila, La forza del destino, con direttori come Claudio Abbado, Gianandrea Gavazzeni, Carlo Maria Giulini, Carlos Kleiber, e a fianco di artisti quali Montserrat Caballé, Plácido Domingo, Luciano Pavarotti, e sette opere all'Arena di Verona (tra cui Mefistofele di Arrigo Boito, Roméo et Juliette di Charles Gounod, Aida e La forza del destino di Giuseppe Verdi).
Dai teatri italiani l'attività si estende a quelli internazionali, sia europei, specialmente francesi con i principali ruoli, soprattutto verdiani, anche in produzioni-kolossal come a Parigi, Palais-Bercy (Aida, Nabucco), famosi festival e spettacoli televisivi dei paesi dell'Est per concerti e opere di Mozart, Verdi, Penderecki (di cui ha interpretato Satana nel Paradise Lost alla Scala e alla presenza di papa Giovanni Paolo II nella Sala Nervi in Vaticano), sia mondiali (Canada, Stati Uniti, Sud America).

## Il ritiro dalle scene
Stabilitosi a Milano, Zardo continua il suo intenso lavoro professionale, lontano però da forme pubblicitarie non consone alla sua concezione filosofico-estetica dell'arte: è molto attivo nell'insegnamento e impegnato anche in una innovativa formula di recital-spettacolo a mo' di "carro di Tespi". Per questo progetto, l'artista ha confezionato, con l'aiuto della moglie, dei particolari abiti di scena per rendere più suggestive le sue interpretazioni. Si spegne l'11 maggio 2017.

## I recital di Carlo Zardo
Ha realizzato, in collaborazione con la casa editrice Pongo Classica, una collana di cd dal titolo I recital di Carlo Zardo: costituita da una miscellanea di oltre duecentocinquanta brani per basso e accompagnamento di pianoforte e organo - raccolti in diciotto cd.
La serie è da considerarsi a buon diritto "live", realizzata su monopista (digitale stereo).
Il piano della collana:
1. Berceuses: "to the children"
2. Sacro: "tue son le laudi"
3. Classico: "e pensoso mi starò"
4. Russo: "vento, steppe, nuvole"
5. Operistico I: "solitudine amata"
6. Operistico II: "di clemenza mi parla una voce"
7. Classico Leggero I - Tosti: "tante armonie segrete"
8. Classico Leggero II - Nella grande tradizione: "in un manto di stelle"
9. Classico Leggero III - Dall'Europa agli Usa...: "ol' man river"
10. Verdiano I: "parla or tu col labbro mio"
11. Verdiano II: "...un silenzio fatal regenrà..."
12. Eestemporanea: "da Betlemme a Posillipo"
13. ...Sua presenza sarà - Altissima luce...: "...jubilate Deo..."
14. Dal tuo stellato soglio: "... luna t'affretta a sorgere..."
15. Melomania: "... Norma il predisse..."
16. Cammino nuovo e antico: "... la musica va..."
17. Fiabesche spigolature: "... un piccolo resto..."

## Repertorio
- Ludwig van Beethoven
  - Fidelio
- Vincenzo Bellini
  - Norma
  - I puritani
  - La sonnambula
- Hector Berlioz
  - L'enfance du Christ
  - Les Troyens
- Arrigo Boito
  - Mefistofele
  - Nerone
- Aleksandr Porfir'evič Borodin
  - Il principe Igor
- Anton Bruckner
  - Messa in fa minore
- Ferruccio Busoni
  - Turandot
- Luigi Cherubini
  - Medea
- Domenico Cimarosa
  - Il matrimonio segreto
- Pëtr Il'ič Čajkovskij
  - La dama di picche
  - Eugenio Onieghin
- Gaetano Donizetti
  - Anna Bolena
  - Don Pasquale
  - Le duc d'Albe
  - L'elisir d'amore
  - La favorita
  - La lettera anonima
  - Lucia di Lammermoor
- Michail Ivanovič Glinka
  - Una vita per lo Zar
- Antônio Carlos Gomes
  - Salvator Rosa
- Charles Gounod
  - Roméo et Juliette
  - Faust
- Fromental Halévy
  - La Juive
- Pietro Mascagni
  - Iris
  - Messa di Gloria in fa maggiore
  - Il piccolo Marat
- Claudio Monteverdi
  - L'incoronazione di Poppea
  - Il ritorno d'Ulisse in patria
- Wolfgang Amadeus Mozart
  - Così fan tutte
  - Don Giovanni
  - Le nozze di Figaro
  - Die Zauberflöte
- Modest Petrovič Musorgskij
  - Boris Godunov
  - Kovancina
- Krzysztof Penderecki
  - Paradise Lost
  - Requiem polacco
- Amilcare Ponchielli
  - Il figliuol prodigo
  - La Gioconda
  - I Lituani
  - I promessi sposi
- Giacomo Puccini
  - La bohème
  - Turandot
- Gioachino Rossini
  - Il barbiere di Siviglia
  - Matilde di Shabran
  - Petite messe solennelle
- Giuseppe Verdi
  - Aida
  - Attila
  - Un ballo in maschera
  - Don Carlo
  - I due Foscari
  - Ernani
  - La forza del destino
  - I Lombardi alla prima crociata
  - Luisa Miller
  - Macbeth
  - I masnadieri
  - Nabucco
  - Oberto, Conte di San Bonifacio
  - Requiem
  - Rigoletto
  - Simon Boccanegra
  - Il trovatore
  - I vespri siciliani
- Richard Wagner
  - Il crepuscolo degli dei
  - Lohengrin
  - L'olandese volante
  - Parsifal
  - La Valchiria

## Discografia
Non è nuovo a incisioni discografiche o registrazioni anche live: pur non rilevanti per quantità, lo sono per l'originalità dei temi o per le particolari circostanze celebrative. Tra le pubblicazioni ufficiali:
- Alfredo Catalani - Dejanice - Bongiovanni, 2 cd (1985)
- Gaetano Donizetti - La lettera anonima - On Stage!, 1 cd (1972)
- Pietro Mascagni - Messa di Gloria in Fa Maggiore - Fonola, 1 lp (?)
- Krzysztof Penderecki - A Polish Requiem - Polskie Nagrania Muza, 2 lp (1987)
- Gioachino Rossini - Matilde di Shabran - MRF, 3 lp (1974)
- Antonio Smareglia - Nozze istriane - Bongiovanni, 2 cd (1973)
- Giuseppe Verdi - Aida - Warner Classic, 1 dvd (1981)
- Giuseppe Verdi - Luisa Miller - Myto, 2 cd (1976)
- Giuseppe Verdi - Macbeth - Deutsche Grammophon, 2 cd (1976)

| Controllo di autorità | VIAF (EN) 185148122885895200006 · LCCN (EN) n91070143 · J9U (EN, HE) 987007443999805171 |